# Скарош
Скарош (слч. Skároš) насељено је мјесто са административним статусом сеоске општине (слч. obec) у округу Кошице-околина, у Кошичком крају, Словачка Република.

## Становништво
| Година:    | 1994. | 2004.    | 2014.   | 2024.   |
| ---------- | ----- | -------- | ------- | ------- |
| Број људи: | 947   | 1052     | 1117    | 1162    |
| Разлика:   |       | +11,08 % | +6,17 % | +4,02 % |

| Година:    | 2023. | 2024.   |
| ---------- | ----- | ------- |
| Број људи: | 1148  | 1162    |
| Разлика:   |       | +1,21 % |

Према подацима о броју становника из 2011. године насеље је имало 1.102 становника.